# Vlag van Moerbeke
De vlag van Moerbeke werd door de gemeenteraad op 6 september 1984 officieel vastgesteld als de gemeentelijke vlag van de Oost-Vlaamse gemeente Moerbeke. Op 3 december 1984 werd hij door het Bestuur van Vlaanderen bevestigd en uiteindelijk gepubliceerd op 8 juli 1986 in het officiële Belgisch Staatsblad.
Officieel wordt de vlag beschreven als:
Groen met op het midden het wapenschild van de gemeente.
De groene kleur symboliseert het Waasland. Het wapenschild van de gemeente is gebaseerd op het enige bekende zegel van de gemeenteraad uit de 18e eeuw. Het zegel toonde twee schoppen, waarvan de herkomst niet bekend is, en de biet van het Waasland.
In 2025 is Moerbeke opgegaan in de gemeente Lokeren. De vlag is daardoor als gemeentevlag komen te vervallen.

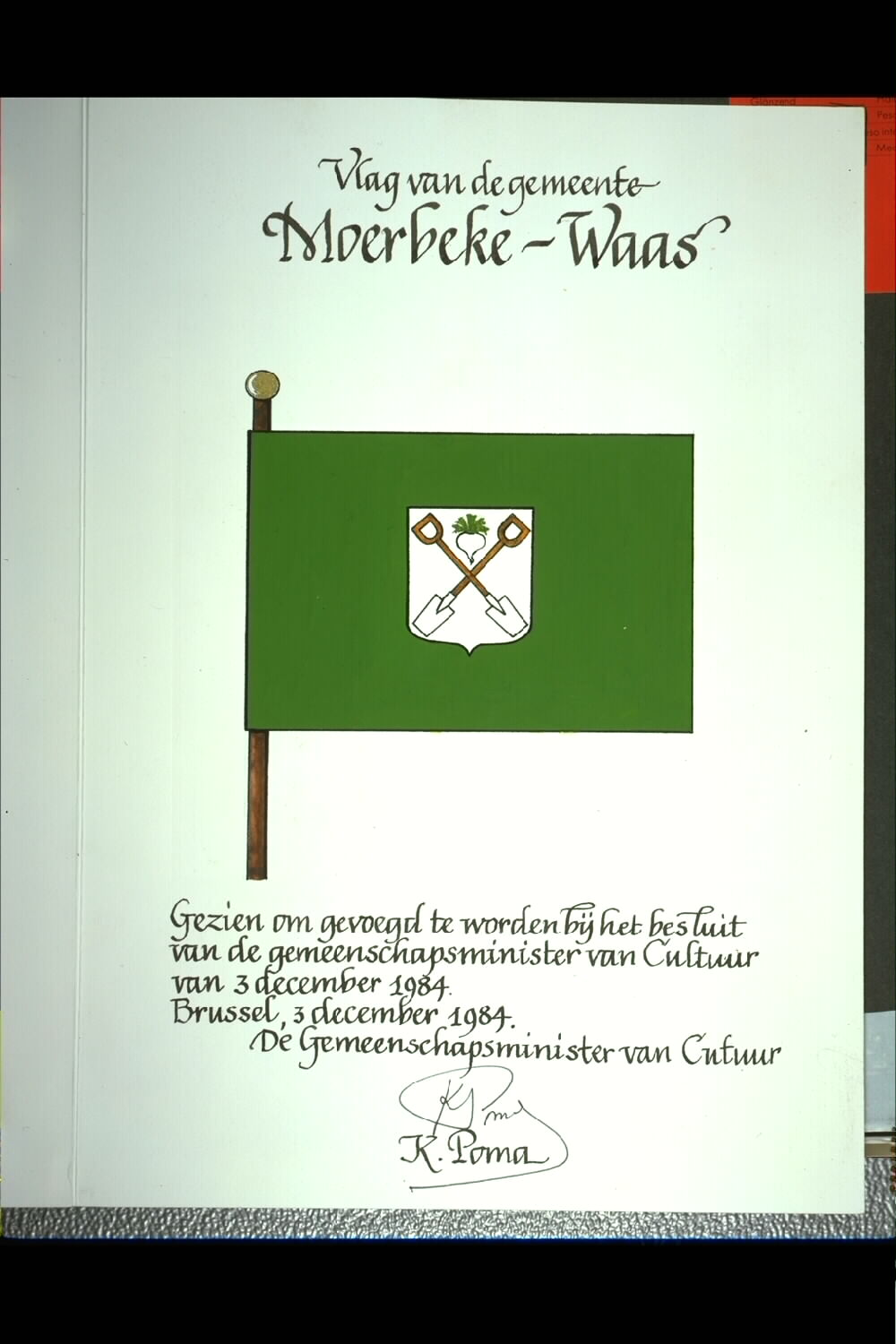
Ontwerp vlag getekend door Karel Poma